# حزب المحافظين (إسبانيا)
هو عبارة عن حزب سياسي إسباني، أسسه أنطونيو كانوباس ديل كاستيو في الفترة التي تولى فيها ألفونسو الثاني عشر حكم إسبانيا، بعد فشل الجمهورية الإسبانية الأولى، وقد ضمّ مجموعة متنوعة من الأعضاء شملت فئتين مختلفتين من المجتمع أنذاك، امتدت من مناصرين إيزابيل الثانية الذين بقوا مناصرين لها إلى أن تشكلت الجمهورية، بالإضافة إلى أعضاء من الاتحاد الليبرالي الذي قام بتشكيله كانوباس نفسه.
تم تنشيط الحزب الليبرالي على يد كانوباس ديل كاستيو في الفترة الممتددة من عام 1876 إلى 1931, وأصبح معروفاً باسم الليبرالية لدى نظام الدولة الدفاعية، وكانت أفكار الحزب متوافقة مع دستور عام 1876, الذي صاغه كانوباس ممثلاً فيه أنقى التقاليد لدى إسبانيا وأوروبا منذ العقد 1830, وكان «محافظاً» بالنظر إلى نوعية الأفكار التي تبنّاها الحزب فيما يتعلق بأمور إدارة الدولة ومُمارسة السلطة الحاكمة في إسبانيا.
و في عام 1885, وقّع ساغاستا مع حزبه الليبرالي إتفاقية «أل بارذو», التي تنص على نظام التداول في السلطة في حال وفاة ألفونسو الثاني عشر، وكانت هذه الأتفاقية مضمونة بفضل الشبكات الأستبدادية التي وزّعها كلا الطرفين في جميع أنحاء إسبانيا والتي أيضاً منعت الأيديولوجيات مما أدى إلى سيطرة المتشددين من: (الأشتراكية والفوضوية والجمهورية) على السلطة وإنهاء نظام الحكم الملكي.
بدأ حزب المحافظين بالبحث عن قائد جديد يتمتع بالقوة بعد وفاة فرانسيسكو سيلفيلا عام 1905, ولكن كان هذا الأمر صعباً للغاية داخل الحزب بسبب النظام الإستبدادي الإسباني المسيطر سياسياً، والذي فرض وُجوده في جميع المناطق. حينئذ تم تعين القائد الجديد أنطونيو مورا مونتنير (الذي اختاره سيلفيلا نفسه وريثا له للحكم من بعده) رئيسا لمجلس الوزراء في الأعوام القادمة، وذلك لكونه الأكثر نجاحاً فيما يُسمى «الحكومة طويلة المدى» لعامي 1907-1909.
في عام 1913 وافق المحامي الجاليكي إدواردو داتو على قيادة حزب المحافظين ونتج عند انشقاقه عن حزب أنطونيو مورا توجّب قبول مهمة تشكيل الحكومة، التي تنبأت بحدوث انقسام أعضاء الحزب المحافظ بين مؤيدين ومعارضين له، وخسارة الانتخابات عام 1916.
أما في السنوات الأخيرة الماضية، حدثت تغيرات عديدة لدى الحزب الليبرالي والتي تلت انقلاب بريمو دي ريفيرا في سبتمبر 1923, وعليه بقي حزب المحافظين وقادته بعيداً عن الحياة السياسية حتى عام 1930، حينها عاد الحزب الليبرالي مجدداً ليشكل جزءاَ من الحكومة الأخيرة لدى النظام الملكي، برئاسة الأدميرال خوان باوتيستا أثنار، الذي عيّن خوان دي لا ثيريفا وبينافيل بمنصب رئيس وزارة التنمية في 1930-1931, وأعتبر منذ ذلك الحين زعيماً المحافظين.
بعد وفاة كلاً من داتو ومورا وسلفيلا، رفض سانشيز دي توكا أن يكون جزءاً من حكومات ألفونسو الثالث عشر السابقة وبالتالي رفض أن يكون رئيساً للوزراء. بينما انضم بعض السياسين أمثال: ميغيل مورا وسانتياغو داون إلى صفوف النظام الجمهوري المحافظ.

## الأداء الإنتخابي

### برلمان عودة البوربون
| الانتخاب | التصويت            | التصويت            | التصويت            | مقاعد     | القائد                     | النتيجة                             |
| الانتخاب | أصوات              | %                  | #                  | مقاعد     | القائد                     | النتيجة                             |
| -------- | ------------------ | ------------------ | ------------------ | --------- | -------------------------- | ----------------------------------- |
| 1876     |                    |                    | #1                 | 317 / 391 | أنطونيو كانوباس ديل كاستيو | نال المحافظين الأغلبية              |
| 1879     |                    |                    | #1                 | 295 / 392 | أنطونيو كانوباس ديل كاستيو | PLC majority                        |
| 1881     |                    |                    | #2                 | 62 / 392  | أنطونيو كانوباس ديل كاستيو | PLF majority                        |
| 1884     |                    |                    | #1                 | 311 / 393 | أنطونيو كانوباس ديل كاستيو | PLC majority                        |
| 1886     |                    |                    | #2                 | 83 / 395  | أنطونيو كانوباس ديل كاستيو | PL majority                         |
| 1891     |                    |                    | #1                 | 251 / 401 | أنطونيو كانوباس ديل كاستيو | PLC majority                        |
| 1893     |                    |                    | #2                 | 70 / 401  | أنطونيو كانوباس ديل كاستيو | PL majority                         |
| 1896     |                    |                    | #1                 | 272 / 401 | أنطونيو كانوباس ديل كاستيو | PLC majority                        |
| 1898     |                    |                    | #4                 | 9 / 401   | Carlos O'Donnell           | PL majority                         |
| 1899     | Conservative Union | Conservative Union | Conservative Union | 11 / 402  | فرانسيسكو سيلفيلا          | UC–PLC majority                     |
| 1901     |                    |                    | #2                 | 84 / 402  | فرانسيسكو سيلفيلا          | PL majority                         |
| 1903     |                    |                    | #1                 | 219 / 403 | فرانسيسكو سيلفيلا          | PLC majority                        |
| 1905     |                    |                    | #2                 | 107 / 404 | أنطونيو مورا               | PL majority                         |
| 1907     | 1,842,634          | 60.0               | #1                 | 249 / 404 | أنطونيو مورا               | PLC majority                        |
| 1910     |                    | 21.9               | #2                 | 115 / 404 | أنطونيو مورا               | PL majority                         |
| 1914     |                    |                    | 1                  | 193 / 408 | ادواردو داتو               | PLC minority                        |
| 1916     |                    |                    | #2                 | 88 / 409  | ادواردو داتو               | PL–LD majority                      |
| 1918     |                    |                    | #1                 | 98 / 409  | ادواردو داتو               | PM–PLC–LD–Lib–IL–LRC national unity |
| 1919     |                    |                    | #2                 | 94 / 409  | ادواردو داتو               | PLC minority                        |
| 1920     |                    |                    | #1                 | 174 / 409 | ادواردو داتو               | PLC minority                        |
| 1923     |                    |                    | #2                 | 93 / 409  | خوسيه سانشيز غيرا          | LD–Lib–IL–PR coalition              |